# Championnat de Pologne de football 1930
Navigation
Édition précédente Édition suivante
La saison 1930 du championnat de Pologne est la neuvième saison de l'histoire de la compétition. Cette édition a été remportée par le KS Cracovia, devant le Wisła Cracovie.

## Les clubs participants
| Club                  | Ville    |
| --------------------- | -------- |
| Czarni Lvov           | Lvov     |
| Garbarnia Cracovie    | Cracovie |
| KS Cracovia           | Cracovie |
| Legia Varsovie        | Varsovie |
| LKS Łódź              | Lódź     |
| LTSG Łódź             | Lódź     |
| Pogoń Lvov            | Lvov     |
| Polonia Varsovie      | Varsovie |
| Ruch Chorzów          | Chorzów  |
| Warszawianka Varsovie | Varsovie |
| Warta Poznań          | Poznań   |
| Wisła Cracovie        | Cracovie |

## Compétition

### Classement
| Rang | Équipe                | Pts | J  | G  | N  | P  | Bp | Bc | Diff |
| ---- | --------------------- | --- | -- | -- | -- | -- | -- | -- | ---- |
| 1    | KS Cracovia           | 33  | 22 | 16 | 1  | 5  | 46 | 22 | +24  |
| 2    | Wisła Cracovie        | 32  | 22 | 14 | 4  | 4  | 52 | 34 | +18  |
| 3    | Legia Varsovie        | 30  | 22 | 12 | 6  | 4  | 67 | 27 | +40  |
| 4    | Polonia Varsovie      | 26  | 22 | 10 | 6  | 6  | 59 | 39 | +20  |
| 5    | Warta Poznań          | 26  | 22 | 11 | 4  | 7  | 50 | 37 | +13  |
| 6    | Garbarnia Cracovie    | 21  | 22 | 8  | 5  | 9  | 50 | 49 | +1   |
| 7    | Pogoń Lvov            | 19  | 22 | 4  | 11 | 7  | 34 | 36 | -2   |
| 8    | Ruch Chorzów          | 19  | 22 | 7  | 5  | 10 | 34 | 51 | -17  |
| 9    | Czarni Lvov           | 19  | 22 | 5  | 9  | 8  | 25 | 40 | -15  |
| 10   | ŁKS Łódź              | 15  | 22 | 6  | 3  | 13 | 38 | 40 | -2   |
| 11   | Warszawianka Varsovie | 12  | 22 | 4  | 4  | 14 | 27 | 66 | -39  |
| 12   | ŁTSG Łódź (P)         | 12  | 22 | 3  | 6  | 13 | 25 | 67 | -42  |

| Légende | Légende               |
| ------- | --------------------- |
|         | Champion de Pologne   |
|         | Relégation en Klasa A |
|         | (P) : Promu           |

## Meilleurs buteurs
| # | Joueur             | Équipe           | Buts |
| - | ------------------ | ---------------- | ---- |
| 1 | Karol Kossok       | KS Cracovia      | 24   |
| 2 | Józef Nawrot (pl)  | Legia Varsovie   | 22   |
| 3 | Leonard Malik (pl) | Polonia Varsovie | 21   |